# Sphenomorphus dekkerae
Sphenomorphus dekkerae — вид сцинкоподібних ящірок родини сцинкових (Scincidae). Ендемік Індонезії.

## Поширення і екологія
Sphenomorphus dekkerae мешкають на півострові Чендравасіх на заході Нової Гвінеї.